# Guerras entre Suiza y la Casa de Habsburgo

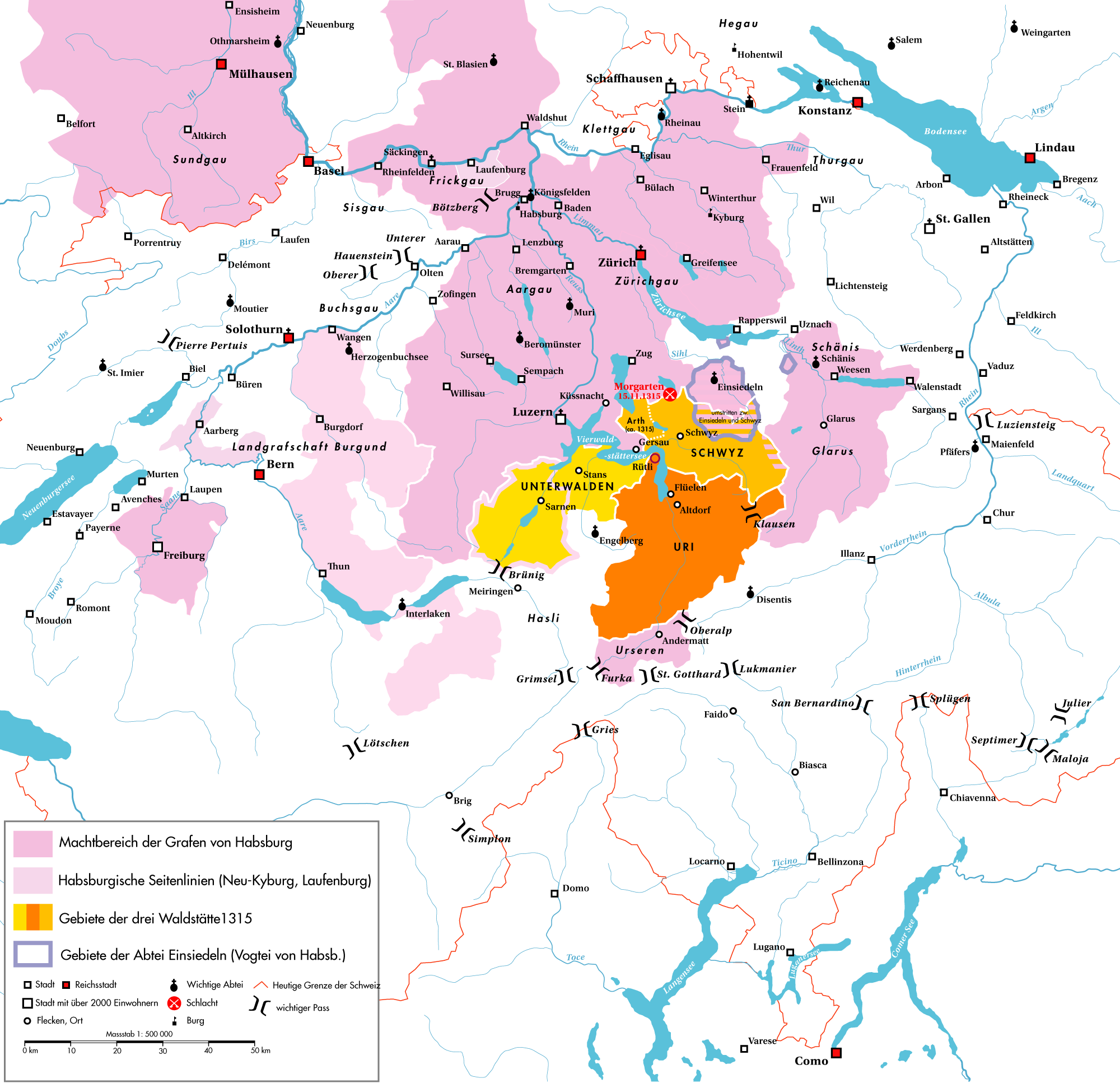
Situación política del interior de Suiza en 1315.

Las guerras entre Suiza y la Casa de Habsburgo (1291–1474/1511) comprenden unos conflictos armados entre la emergente Confederación Suiza y la Casa de Habsburgo, que terminaron con la independencia de facto de la Confederación.

## Conflicto con Alberto I
Al morir el rey alemán Rodolfo I de Habsburgo en 1291, una serie de príncipes, entre ellos Rodolfo de Habsburgo-Laufenburg, el obispo de Constanza, el abad de St. Gall y los condes de Nellenburg y Saboya, así como las ciudades de Berna y Zúrich, se rebelaron contra su hijo, el duque Alberto de Austria y Estiria. En vista de los conflictos que se avecinaban, las comunidades de Uri, Schwyz y Nidwalden (más tarde también Obwalden) renovaron en agosto de ese año una alianza de paz (Landfrieden) similar a anteriores (Pacto Federal de 1291). El artículo referente a los jueces muestra ya la voluntad común de los lugareños de conservar un cierto grado de autonomía. En aquella situación, se trataba de una alianza defensiva contra las eventuales reclamaciones del rey, pues los Habsburgo pretendían desde hacía tiempo consolidar su dominio sobre el territorio de la actual Suiza y ante todo controlar el Paso de San Gotardo.
El 16 de octubre, las comunidades de Uri y Schwyz pactaron una alianza de tres años con la ciudad imperial de Zúrich y con Lucerna. Un año después la coalición antihabsburgo se deshizo a consecuencia de la derrota de los zuriqueses en St. Georgen en abril de 1292. El Duque Alberto hizo las paces con sus enemigos y Lucerna tuvo que someterse de nuevo a los Habsburgo.
Pero el conflicto seguía sin solucionarse. Los Habsburgo bloqueaban las comunicaciones con la Suiza central pero no la atacaron militarmente, ya que el duque Alberto estaba ocupado con las querellas por el trono con los ducados de Austria y Estiria. En 1297 el Rey de Romanos Adolfo de Nassau renovó las cartas magnas de libertad de Uri y Schwyz poco antes de que fuera depuesto por los príncipes alemanes. El Duque Alberto entonces fue elegido rey pero tuvo que conseguir la corona de Adolfo en el campo de batalla. 

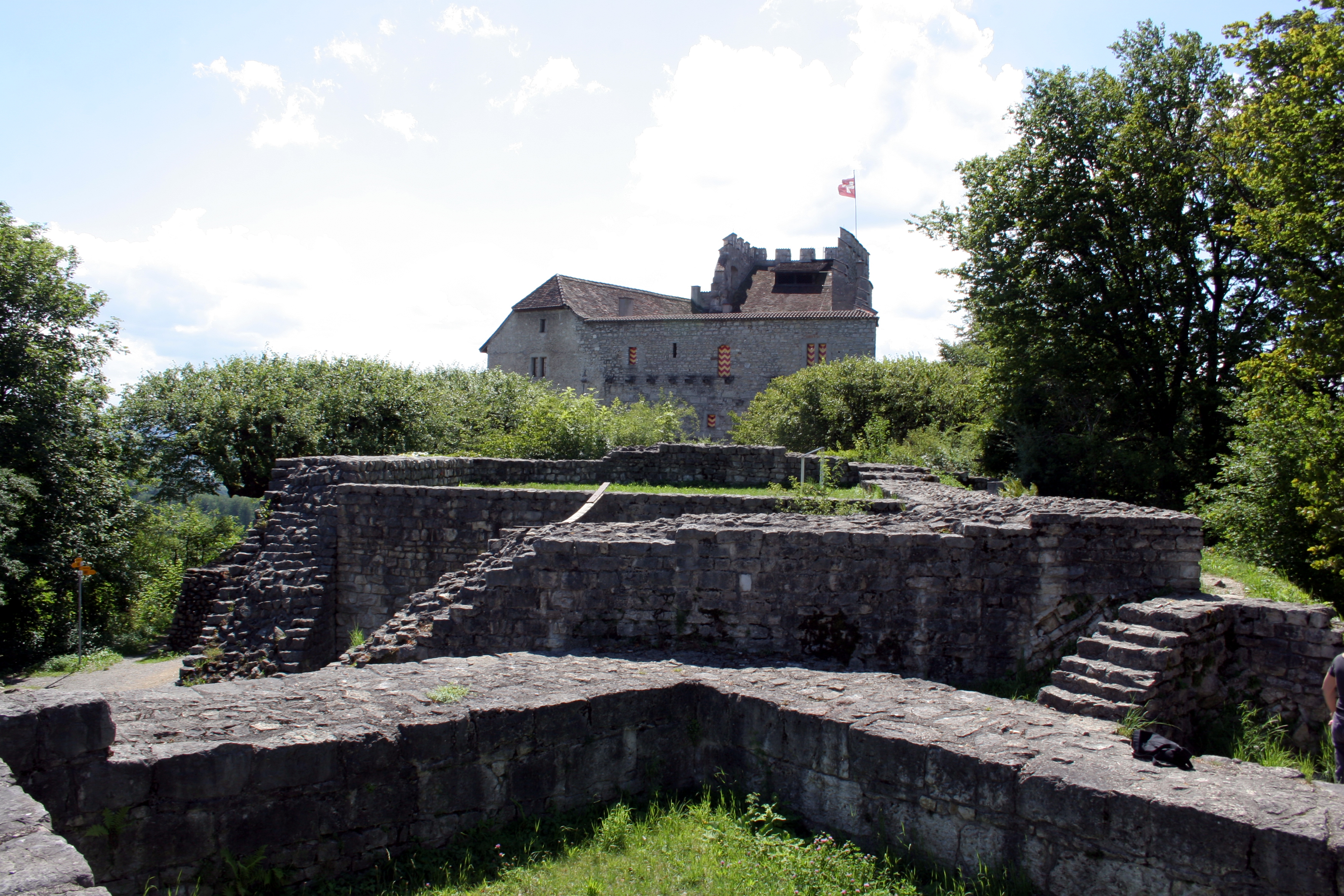
El castillo de Habsburgo, en la actual Argovia, casa solariega de la futura dinastía.

A la muerte de éste, empezó a ocuparse de los territorios de sus antepasados en la actual Suiza. Para respaldar sus pretensiones, mandó que se registraran (en latín urbarium) sistemáticamente todos los derechos de soberanía y de rentas de los Habsburgo en los territorios reclamados por los confederados y no renovó como rey las cédulas de libertad de Uri y Schwyz. De facto no cambió nada con ello, pues el rey se dedicaba a otros asuntos en el imperio. No volvió a aprobar las libertades de Uri y Schwyz pero renunció a hacer valer sus derechos. Por cierto que en el mencionado urbarium faltan los registros correspondientes  a las posesiones de los Habsburgo en la Suiza central, aunque no está seguro si no se hicieron tales registros o si fueron destruidos expresamente cuando los confederados conquistaron Baden en 1415. Alberto I levantó el bloqueo comercial, puesto que los territorios bajo su control, como Lucerna, estaban interesados en que se abriera el paso alpino de San Gotardo.
Tras el asesinato de Alberto I en Königsfelden (cerca de Brugg) en 1308, el nuevo Rey de Romanos Enrique VII de Luxemburgo no sólo renovó las viejas cartas de libertades, sino que integró a Uri, Schwyz y Nidwalden en una bailía, reconociendo así indirectamente su alianza. Unterwalden también recibió el estatus de Inmediación imperial. Enrique VII concedió a las tres Waldstätten el privilegio de no tener que comparecer ante jueces extranjeros, con excepción del tribunal real.

## La batalla de Morgarten
La segunda fase del conflicto comenzó tras la reconciliación de Enrique VII con los Habsburgo en 1311, quien les prometió que estudiaría sus derechos legales sobre la Suiza central, por lo que Schwyz y Unterwalden tomaron medidas para proteger las fronteras. Schwyz ocupó el estratégico poblado de Arth y entró en disputas por cuestiones de límites con la abadía de Einsiedeln (sometida a un corregidor de Habsburgo), en el curso de las cuales se promulgó un entredicho contra Schwyz. Esto provocó que los suizos la atacaran por sorpresa en enero de 1314. A esto se agregó el enfrentamiento por el trono alemán entre los pretendientes Luis de Baviera (de la casa de Wittelsbach) y Federico el Hermoso. Puesto que las tres Waldstätten se pusieron del lado de Luis de Baviera,, Federico de Habsburgo declaró la proscripción imperial (Reichsacht) sobre la Suiza central y reanudó el bloqueo comercial.

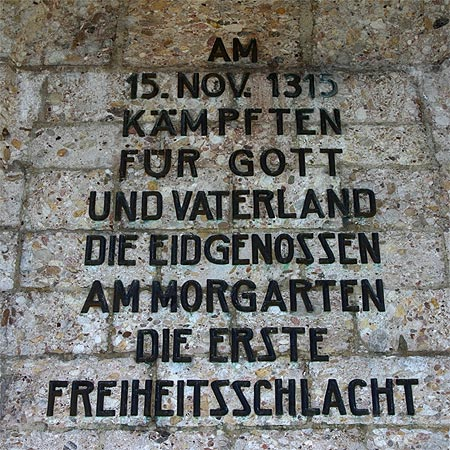
Lápida conmemorativa en Morgarten.

El hermano de Enrique VII, el duque Leopoldo de Austria, a quien se le había encomendado el gobierno de Austria Anterior, reunió un ejército en Zug para castigar a los de Schwyz. Leopoldo planeó un ataque concéntrico, junto con Otto von Strassberg y la nobleza de Lucerna, a las tres Waldstätten a través del Paso del Brünig, el Lago de los Cuatro Cantones y desde el norte. El 15 de noviembre de 1315 se libró la batalla de Morgarten, el primer enfrentamiento entre los confederados y la casa de Habsburgo. Los confederados consiguieron vencer a un ejército numérica y técnicamente superior. A consecuencia de esta derrota, los Habsburgo dejaron de seguir atacándoles. Ya en diciembre de 1315, Uri, Schwyz y Unterwalden renovaron y ampliaron la alianza de 1291 y estrecharon aún más los lazos políticos para hacer frente a la amenaza extranjera. Se suspendieron los pagos de todos los tributos feudales del territorio de las Waldstätten mientras durase la contienda, y las tres comunidades se comprometieron a llevar una política exterior común. La enemistad entre los Habsburgo y Luis de Baviera indujo a que éste mandara anular - mediante sentencia - todos los derechos de los Habsburgo en las Waldstätten. Además renovó las antiguas cartas de libertades y cedió a Uri el pleno control del paso de San Gotardo al determinar que el jefe (Landammann) de Uri fuera también el corregidor del valle de Urseren. Otras vicisitudes de la política imperial obligaron a los Habsburgo en 1318 a firmar una tregua con las Waldstätten, al principio por diez meses, que luego fue prorrogada varias veces. En contrapartida, las Waldstätten permitieron que el comercio se restableciera y autorizaron el pago de tributos a los Habsburgo. Pero estos no aceptaron formalmente la pérdida de la Suiza central, sino que se esforzaron por restablecer el predominio que gozaban antes de 1291.

## Disputas por Lucerna y Zúrich
Las continuas disputas entre los confederados y los Habsburgo colocaron a Lucerna, sometida a éstos desde 1291, en una situación difícil, pues para comerciar tenía que estar en buenas relaciones con ambos bandos. El dominio de Habsburgo suponía también una amenaza para la autonomía de esta ciudad, por lo que los contrarios a Habsburgo eran cada vez más numerosos entre los burgueses. En 1332 Lucerna, Gersau y Weggis firmaron una "alianza eterna" con las Waldstätte que incluía un pacto defensivo y la creación de un tribunal arbitral.
Luis IV era reconocido ampliamente como rey alemán desde que venciera a Federico el Hermoso en la batalla de Mühldorf de 1322. Al entrar en conflicto con el Papa, se reconcilió con los Habsburgo y reconoció formalmente sus posesiones. Luis IV fue coronado emperador en Roma y, a la muerte de Federico, desapareció el antagonismo, por lo que confirmó en 1321 los privilegios de Uri, Schwyz y Unterwalden, pero en 1334 atribuyó Schwyz y Unterwalden a los Habsburgo. Los consiguientes enfrentamientos armados se resolvieron en 1336 por el tribunal arbitral. Lucerna permaneció en la alianza con las Waldstätte pero tuvo que aceptar los derechos de soberanía de los Habsburgo.

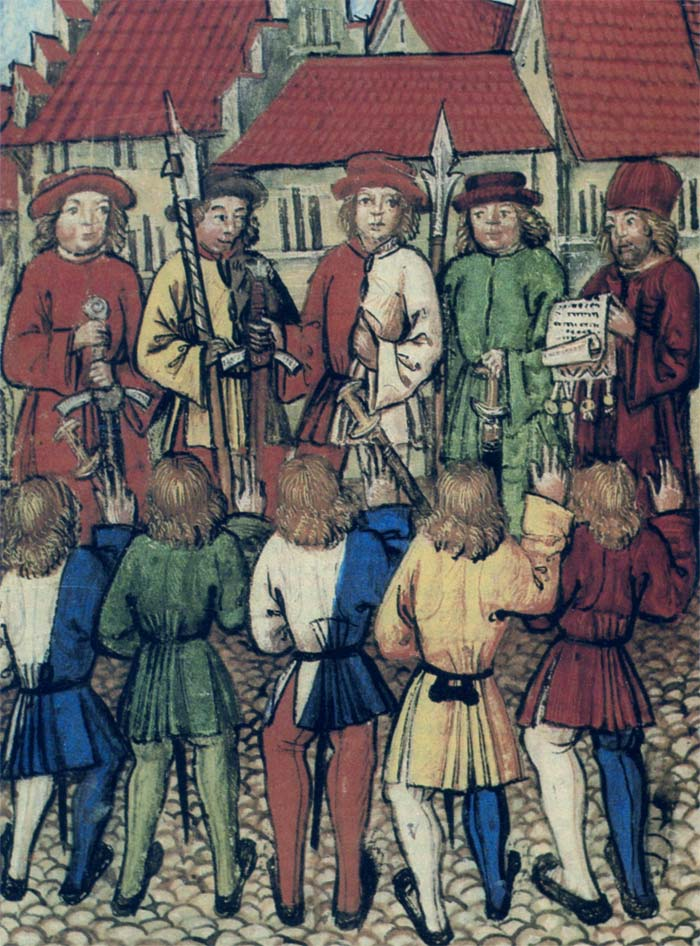
Los ciudadanos de Zúrich prestan juramento en 1351 ante los representantes de las cuatro comunidades. Representación en la Crónica de Diebold Schilling, 1513.

Luis IV había dado en fianza a Alberto I algunas ciudades, pero Zúrich y Sr. Gall se desempeñaron enseguida. Su sucesor, Rodolfo IV, no logró imponer su soberanía en Zúrich, Berna, St. Gall y Soleura, pero consiguió que se adhirieran a su pacto de paz. En 1356 Zúrich se alió con Rodolfo IV, en 1357 con el obispo de Constanza, en 1358 con el obispo de Coira. En 1363 los Habsburgo se hicieron con el condado de Tirol, mandaban en Friburgo, Sundgau, Brisgovia, la Selva Negra, el Oberland bernés, el valle del Aar, el valle superior del Rin, etc. A los confederados les resultó favorable que los Habsburgo fueran expandiéndose hacia el este (ducados de Austria, Estiria y Carintia) y que los duques vivieran mayormente en aquellas tierras, ya que en aquella época no se emprendían campañas militares importantes sin que ellos estuvieran presentes. 
Entre 1351 y 1353 la Confederación se convirtió en los "Ocho antiguos cantones" (Acht Orte) tras la admisión de Lucerna, Zúrich, Zug, Berna y Glaris. Debido a la "noche sangrienta" de 1350, la ciudad de Zúrich estaba en guerra con el conde de Habsburgo-Laufenburg y, después de que fracasaran los intentos de mediación por la destrucción de Rapperswil, también con el duque Alberto II. Por esta razón acordó un pacto defensivo con la Confederación. Cuando el duque Alberto marchó sobre Zúrich, los suizos ocuparon el valle de Glaris, que quería recuperar su antigua autonomía. En 1352 los glarneses rechazaron un ataque del duque en Näfels y se adhirieron al pacto. Después de un breve asedio por los confederados, Zug se sumó a la confederación, formándose así una unión territorial entre Zúrich y la Suiza central. Tras un segundo asedio de Zúrich por Alberto II, se firmó la llamada paz de Brandeburgo, por la cual tanto los Habsburgo como la Confederación tenían que devolver las recientes conquistas, de modo que Zug y Glaris hubieran vuelto al control de los Habsburgo. Alberto II estaba insatisfecho con esta situación, por lo que sometió la querella al arbitraje del Rey de Romanos Carlos IV de Luxemburgo. Comoquiera que la sentencia real resultara favorable a los intereses de Habsburgo, los suizos no vieron la necesidad de cumplir lo estipulado en la paz. Alberto II reanudó la guerra contra Zúrich en 1354 y puso sitio por tercera vez a la ciudad con el apoyo de refuerzos mandados por el rey. 
Mientras Alberto II intentaba en vano conquistar Zúrich, el rey Carlos IV volvió a hacer de intermediario, y en la paz de Ratisbona se ratificó la anterior paz de Brandeburgo y Zúrich se comprometía a implementar lo acordado, si fuera necesario contra la voluntad de los confederados. Aunque en la tercera fase de estas guerras el duque Alberto II no pudo imponerse completamente, la paz venía a confirmar la hegemonía de los Habsburgo en la Austria anterior en detrimento de las pretensiones de Zúrich, y su posición en Zug y Lucerna era indiscutida legalmente de momento. A principios de 1360 Lucerna hizo que el Archiduque Rodolfo IV confirmase sus privilegios y en la guerra de los mercenarios (Gügler, nombre en alemán suizo de la capucha o Gugel que llevaban) de 1375 luchó al lado de los Habsburgo.

## La batalla de Sempach
Siguió un periodo de paz frágil con provocaciones por ambas partes. Tanto Berna como Zúrich y Lucerna procuraron ampliar enérgicamente sus esferas de influencia a los señoríos circundantes de la nobleza en competencia con la casa de Habsburgo, que dominaba directa o indirectamente la mayor parte de la Meseta suiza. Mientras Carlos IV estaba en guerra con los Habsburgo por el condado de Tirol, Schwyz ocupó la ciudad de Zug en 1365. Los duques de Austria Alberto III y Leopoldo VI, que habían sucedido a Rodolfo IV en 1365, reconocieron en la paz de Thorberg que Zug formaba parte de la Confederación. No obstante, Zug seguía pagando tributos a los Habsburgo. En la Pfaffenbrief de 1370, que representa el primer paso hacia una legislación uniforme, se estrechan los lazos internos en la Confederación, pues en ella se determina que todas las personas al servicio de los Habsburgo en el territorio de la Confederación debían prestar también juramento de fidelidad a los cantones.
Durante la guerra de los Gügler en 1375, los Habsburgo y la Confederación mantuvieron una fraternidad de armas, gracias a la cual lograron repeler conjuntamente a los mercenarios franceses e ingleses del conde Enguerrand VII de Coucy. Después volvió a estallar el conflicto cuando el conde Rodolfo II de Habsburgo-Neukyburg fracasó al intentar ocupar la ciudad de Soleura, aliada de Berna. En la consiguiente guerra de Burgdorf de 1382, Berna, Soleura y las Waldstätten lucharon juntas contra Rodolfo y le obligaron a que vendiera las ciudades de Burgdorf y Thun a Berna, con lo cual esta pudo expandir su territorio a costa de los Habsburgo.
En cuanto al Imperio, en 1331 se había formado la "Liga de ciudades suabas" y en 1381 la "Liga de ciudades renanas" para hacer frente común a los grandes Estados territoriales de la nobleza. La política de Carlos IV y su hijo Wenceslao de Luxemburgo era hostil a las ciudades, por lo que las más importantes establecieron alianzas militares y se fusionaron en la "Liga de ciudades suralemanas". Pero como la Bula de Oro de Carlos IV había prohibido las alianzas entre ciudades, estalló una guerra (1387-1389) dentro de la cual se enmarca la guerra de Sempach.
El regente de la Austria anterior, el duque Leopoldo III, era en Suabia uno de los más acérrimos adversarios de las ciudades imperiales, pues había recibido en prenda las regidurías rurales de la Suabia superior e inferior. Pero también había hecho de mediador entre las ciudades y los nobles empobrecidos. En 1385 las ciudades confederadas de Berna, Zúrich, Zug y Soleura se juntaron con las de la liga suralemana para formar la "Liga de Constanza" contra Leopoldo. Las ciudades suizas intentaban expansionarse comprando o tomando en prenda los señoríos de la nobleza cuando esta pasaba por apuros económicos.
El detonante directo de la escalación militar fue la política agresiva de Lucerna a partir de 1385. A sabiendas de que estaba ligada tanto con la Confederación como con las ciudades suralemanas, desató un enfrentamiento armado para independizarse totalmente de los Habsburgo y contar con un territorio propio. Lucerna había firmado pactos con Entlebuch, Sempach y Richensee en contra de la prohibición expresa del regidor de los Habsburgo en Rothenburg. La guerra comenzó cuando Lucerna destruyó en 1386 los castillos de Rothenburg y Wolhusen y ocupó el Seetal. Animados por ello, los zuriqueses atacaron de nuevo a Rapperswil y tomaron la margen izquierda del lago de Zúrich, Schwyz se apoderó de Einsiedeln y la parte baja de March, y los de Glaris se levantaron contra el dominio de los Habsburgo. Leopoldo III reaccionó primero por medios diplomáticos y consiguió neutralizar a la Liga de ciudades suabas, con lo que se desmoronó la Liga de Constanza.
En vista de que los confederados hacían caso omiso de los intentos de mediación por parte de las ciudades suabas, Leopoldo III reunió en su sede de Brugg en junio de 1386 un ejército feudal compuesto por nobles de Argovia, Sundgau, Suabia, Tirol y Milán, reforzado por un destacamento de las ciudades de Argovia más mercenarios de Lorena y Borgoña, en total unos 10 000 combatientes. Leopoldo dividió sus fuerzas en tres grupos, el primero de los cuales debía dirigirse por Baden contra Zúrich, el segundo por Willisau contra Berna y el principal por Sempach contra Lucerna. Este contingente se encontró en Sempach con tropas de la Confederación y sufrió una aplastante derrota en la batalla de Sempach el 9 de julio de 1386, en la que cayeron unos 700 caballeros nobles, entre ellos el mismo Leopoldo III.
A la muerte del duque, su hermano Alberto continuó la guerra contra los suizos, quienes en agosto ocuparon Weesen a orillas del lago de Walen para defenderse por el este. Tras una breve tregua Alberto recuperó esta población estratégica mediante un ataque por sorpresa, y de ella partió un ejército de los Habsburgo en abril de 1338 -constituido por nobles de la Suiza oriental, Vorarlberg y Tirol- contra Glaris, el cual sufrió una fuerte derrota en la batalla de Näfels. Al oeste del país, Berna y Soleura conquistaron conjuntamente los señoríos de Büren y Nidau. En el Sacro Imperio las ciudades fueron vencidas en la batalla de Döffingen y cerca de Worms, de modo que las Ligas tuvieron que disolverse y aceptar -en la paz de Eger- la prohibición de volver a aliarse.
Alberto III aceptó una tregua después de las derrotas de Sempach y Näfels. Glaris se adhirió definitivamente a la Confederación, el duque no hizo valer sus derechos sobre Zug y Lucerna ni se impugnaron las conquistas hechas por los confederados. El duque y sus herederos terminaron aceptando la existencia de la Confederación, aunque sin renunciar formalmente a sus derechos. El poder en el país pasó de la alta nobleza de los Habsburgo y Neu-Kyburg a las manos de comunidades, que se convirtieron en grandes señoríos urbanos, si bien en los países vecinos se mantuvieron e incluso se consolidaron los señoríos feudales de la Casa de Saboya (en el oeste) y de los Visconti en el Ducado de Milán (en el sur).

## Expulsión definitiva de los Habsburgo
Aunque Federico IV, hijo de Leopoldo III y regente de la Austria Anterior y de Tirol, había firmado en 1412 una paz por cincuenta años con la confederación, las hostilidades se reanudaron en 1415 a causa de la alianza entre Federico IV y el papa Juan XXIII. Al ser éste depuesto por el Concilio de Constanza, el rey Segismundo decretó la proscripción imperial de Federico, quien eximió a los confederados de cumplir la paz y les incitó a que guerrearan contra los Habsburgo en Argovia, que la ocuparon.
Con motivo de la Antigua guerra de Zúrich hubo una alianza entre Zúrich y los Habsburgo contra la Confederación. Tras una derrota de los zuriqueses, el alcalde de la ciudad había firmado en 1442 la "alianza perpetua" de Zúrich con el rey, le había devuelto el condado de Kyburg y dado mano libre a los Habsburgo para que reconquistaran Argovia. Las demás comunidades exigieron en vano que se disolviera dicha alianza. Dado que Zúrich recibió poca ayuda de Federico en los enfrentamientos siguientes, sufrió varias derrotas y tuvo que negociar la paz en 1444. La guerra de Zúrich se convirtió en un conflicto a nivel europeo, pues Federico se vio obligado a pedir ayuda al rey francés Carlos VII, que mandó al resto de sus mercenarios, los armagnacs. Aunque estos lograron derrotar completamente el 26 de agosto de 1444 a una avanzadilla de los confederados en la batalla del Birs, a las puertas de Basilea, los indisciplinados mercenarios -impresionados por el gran número de bajas sufridas- abandonaron su misión y en lugar de ello se dedicaron al pillaje y a merodear por el vecino Sundgau, gobernado por los Habsburgo. Las hostilidades entre Francia y la Confederación terminaron con la paz de Ensisheim en 1444.
Federico III dictó la proscripción imperial contra la Confederación y delegó el mando militar a su hermano, el duque Alberto VI, también como único gobernante de la Austria anterior. El duque y numerosos nobles, caballeros y hacendados suabos empezaron a hacer incursiones y pillaje por los territorios confederados entre el Rin y Argovia. Los de Appenzell consiguieron rechazarlos en la batalla de Wolfhalden en 1445 y los confederados en la batalla de Ragaz en 1446. Tras laboriosas negociaciones se pusieron de acuerdo en 1450 para disolver la alianza entre Zúrich y los Habsburgo, así como para prolongar la anterior paz por cincuenta años.
Durante los años siguientes los Habsburgo continuaron retirándose de Suiza. Alberto II vendió en 1452 el condado de Kyburg a Zúrich y perdió influencia en la zona a causa de las alianzas de la Confederación con Appenzell, St. Gall, la abadía de St. Gall y Schaffhausen. El duque conservó las ciudades de Winterthur y Rapperswil, el condado de Turgovia y la parte baja del valle del Rin. En 1460 los confederados conquistaron Turgovia, Walenstadt y Sarganserland. En la paz de Constanza acordada en 1461 Segismundo tuvo que aceptar la expansión suiza y al final solo le quedaba el Fricktal con las ciudades de Rheinfelden y Laufenburg.
El duque Segismundo tuvo otra vez conflictos con los confederados en 1468 cuando éstos atacaron el Sundgau y al regidor de Hallwyl. En la paz de Waldshut los confederados devolvieron los territorios ocupados pero exigieron el pago de 10 000 florines, para lo que servía de prenda la parte meridional de la Selva Negra. Esto causó apuros económicos a Segismundo, que tuvo que empeñar Sundgau y Brisgovia al duque Carlos el Temerario de Borgoña. Un año después, el emperador Federico III declaró nula la paz y ordenó a Segismundo que marchara contra los confederados, a quienes declaró proscriptos por haber violado la paz. El Duque de Borgoña llevaba una política propia y quería crear un reino intermedio entre Francia y el Sacro Imperio que reviviera la antigua Lotaringia y Francia Media. El Sundgau en Alsacia y otras posesiones de los Habsburgo en la Austria Anterior se encuadraban bien en su política territorial, pero Borgoña se aproximaba así a la Confederación suiza. Berna vio amenazada su esfera de influencia y cambió de política, uniéndose a otras ciudades imperiales, como Basilea, Estrasburgo y Mulhouse. La pasividad momentánea de Carlos el Temerario decepcionó a Segismundo, y el rival de Carlos, el rey francés Luis XI, hizo de intermediario para que Segismundo y la Confederación pactaran el acuerdo Ewige Richtung en 1474, en el que ambas partes reconocían sus posesiones actuales y los confederados se comprometían a prestar ayuda a Segismundo para recuperar los territorios empeñados a Borgoña y a acudir en su auxilio en caso de ser atacado. Este acuerdo fue el preludio de la Guerra de Borgoña, por la que la casa de Habsburgo se convirtió en una gran potencia europea gracias al apoyo de la Confederación.

## La guerra de Suabia
El emperador Federico III se negó a reconocer que el Ewige Richtung tuviera validez para todos los territorios de los Habsburgo. Su hijo Maximiliano I fue elegido Rey de Romanos y a través de su matrimonio con María de Borgoña había reunido las posesiones de los Habsburgo con las de Borgoña. Su posición en el sur de Alemania era más fuerte que la de su antecesor Segismundo, pues había logrado crear la Liga de Suabia con la participación de todas las ciudades importantes, los príncipes y los territorios de la Austria anterior. Cuando Maximiliano I conquistó el Franco Condado en 1493, la Confederación suiza corría el peligro de verse cercada por los Habsburgo. Entonces Maximiliano I intentó restaurar el poder real, lo cual fue considerado como una afrenta por los confederados, quienes tampoco quisieron acudir a la Dieta de Worms (1495) y firmaron un pacto con las Tres Ligas de los Grisones. Un ejército imperial atacó el monasterio de Müstair en 1498, perteneciente a la Liga de la Casa de Dios, desatando la Guerra de Suabia en 1499, en el curso de la cual los confederados vencieron en varias batallas importantes (Batalla de Dornach) a las tropas de la Liga de Suabia y del rey. En la consiguiente Paz de Basilea, del 22 de septiembre de 1499, el Sacro Imperio Romano Germánico reconocía la independencia de facto de la Confederación suiza, a la que cedía además definitivamente Turgovia.
En 1500 hubo negociaciones entre Maximiliano I y la Confederación para renovar el "Ewige Richtung", pero la reconciliación definitiva no se produjo hasta el acuerdo pactado en 1511, el cual fue firmado no solo por Maximiliano -que entre tanto había sido coronado emperador-, sino también por su nieto Carlos V como heredero del condado de Borgoña, y por parte suiza asimismo por Appenzell, la ciudad y la abadía de St. Gall. En 1513 ya era realidad la "Confederacón de los trece cantones" (Zúrich, Berna, Lucerna, Uri, Schwyz, Unterwalden, Zug, Glaris, Friburgo, Soleura, Schaffhausen, Basilea y Appenzell). Los acuerdos incluían una cláusula de no agresión, pero a diferencia del "Ewige Richtung" no se preveía la obligación de prestar ayuda. Los Habsburgo se esforzaron por incluirla en el tratado para poder contar con los confederados en caso de guerra contra Francia en Italia, pero no lo consiguieron.
Los derechos de soberanía de los Habsburgo en varios valles de las Tres Ligas fueron rescatados después de la Guerra de los Treinta Años. El Fricktal siguió bajo dominio de los Habsburgo hasta que fue ocupado por Napoleón en 1799.
Entre 1315 y 1511 se produjeron en total 47 enfrentamientos militares entre los confederados y la casa de Habsburgo. En 42 de ellos salieron victoriosos los confederados y en dos los Habsburgo (no fueron propiamente batallas, sino que los Habsburgo consiguieron mantener en dos ocasiones el asedio de Rapperswil) y en tres encuentros ninguno de los contendientes resultó vencedor.